# Blasius Gerg
Blasius Gerg (* 16. Januar 1927 in Lenggries, Bezirksamt Tölz; † 17. Mai 2007 in Haslach) war ein deutscher akademischer Bildhauer der Münchner Bildhauerschule.

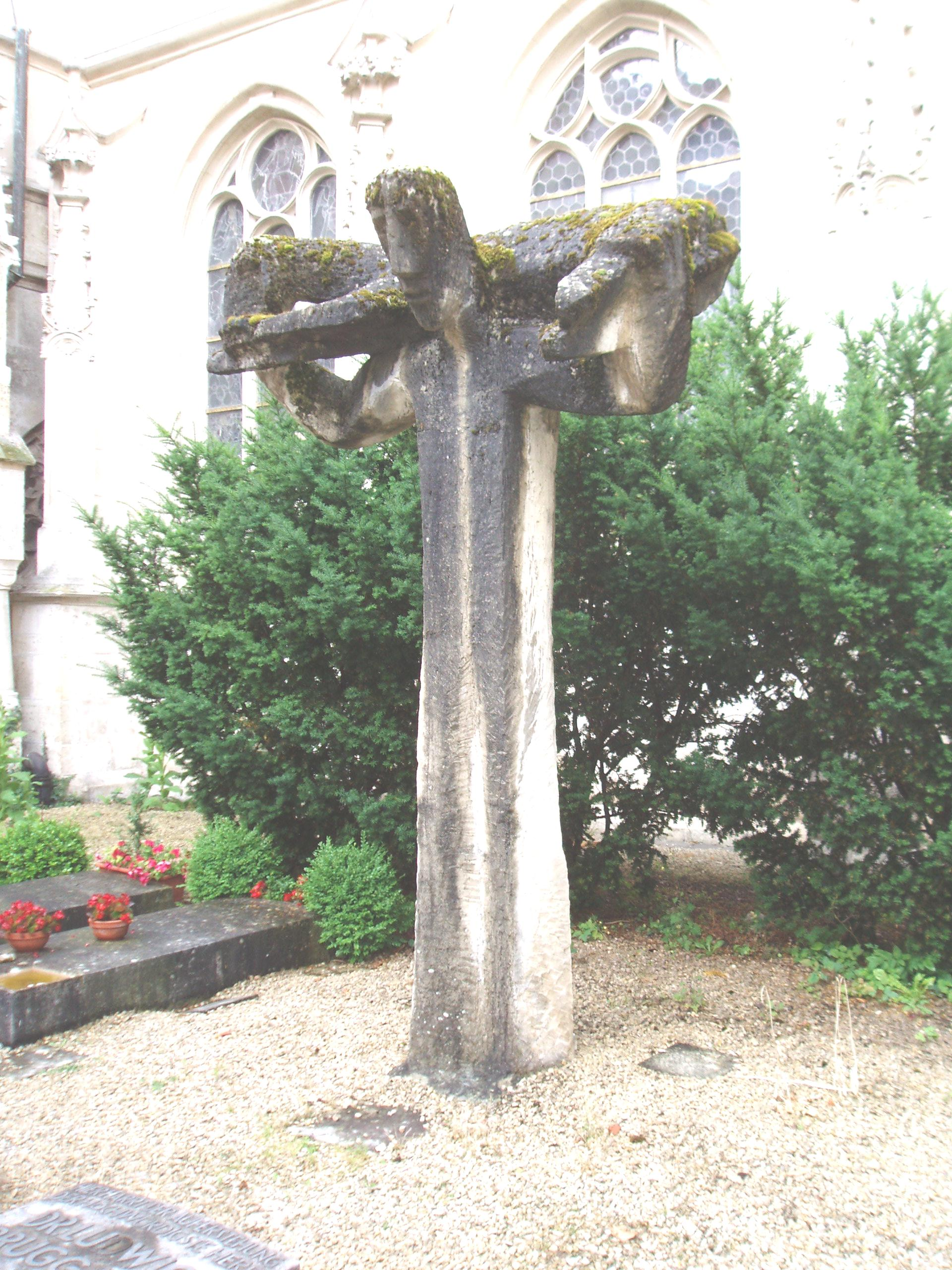
"Der gute Hirt" Steinplastik, Hof des Eichstätter Doms

## Werdegang
Gerg studierte an der Akademie der Bildenden Künste in München. Er war befreundet mit dem niederbayerischen Bildhauer Karl Reidel. Gerg wurde zum Mitglied der Bayerischen Akademie der Schönen Künste gewählt. Zweimal wurde Gerg aufgefordert, eine Professur an der Akademie der Bildenden Künste in München anzunehmen. Er hatte nie Interesse daran, sein geschaffenes Werk auszustellen.
Zuletzt wohnte er in Glonn – in einem von Grete und Werner Wirsing entworfenen Haus – und wurde auf dem dortigen Waldfriedhof bestattet.

## Werke

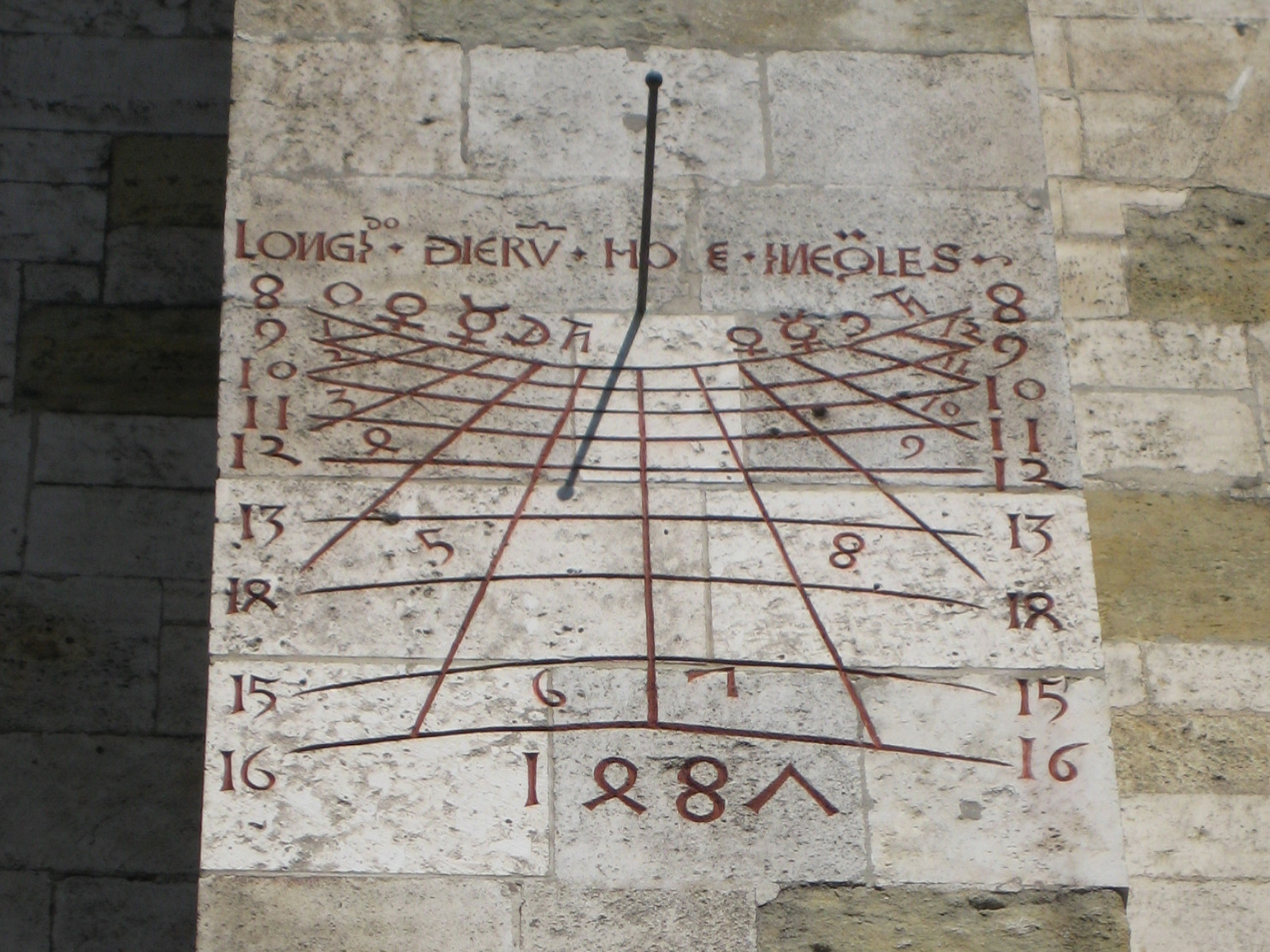
Sonnenuhr, Regensburg (von Blasius Gerg restauriert)

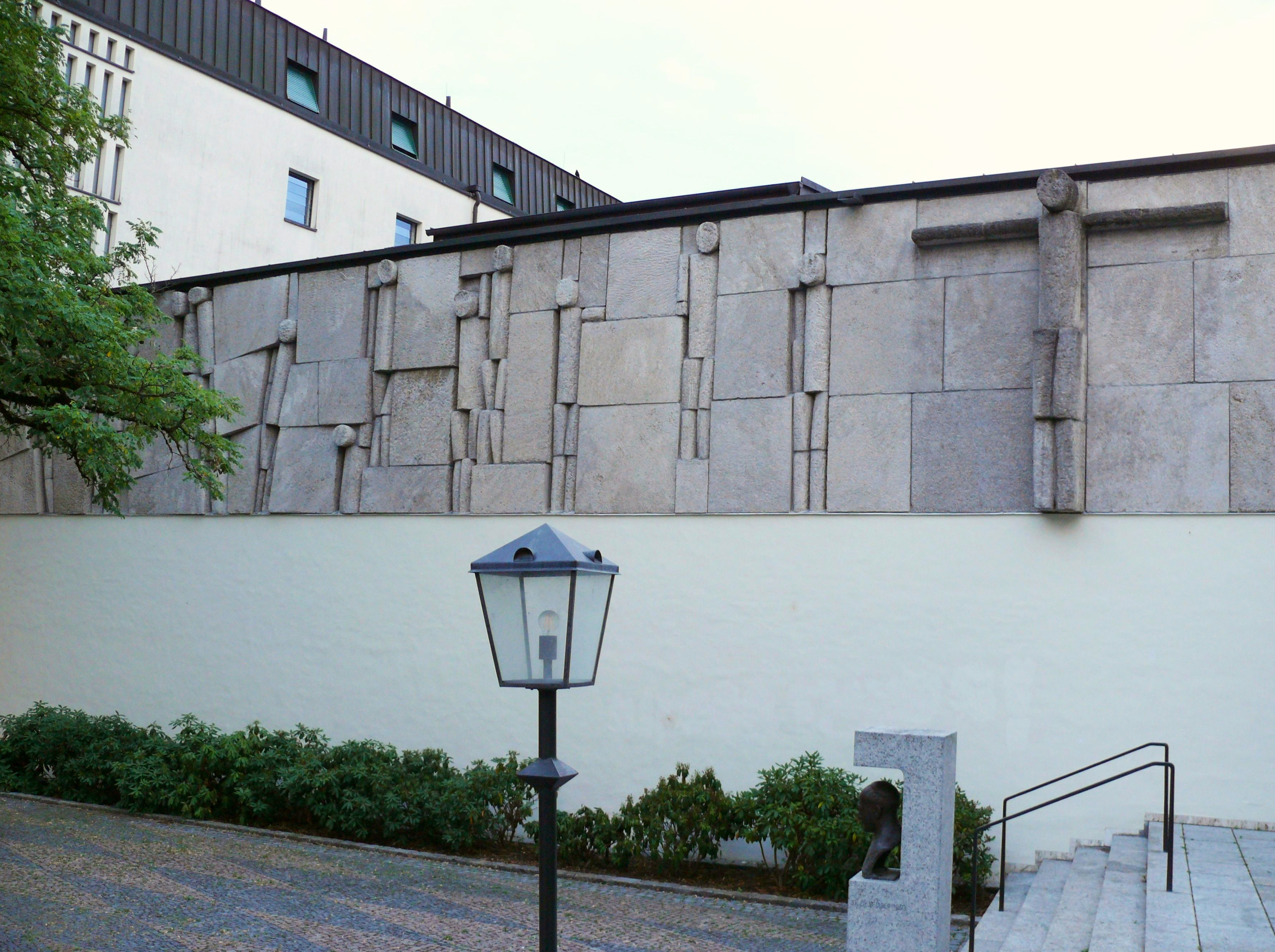
Vom Chaos zur Ordnung, ca. 20 m langes Relief an der Katholischen Akademie, München-Schwabing

- 1955: Liegendes Kreuz (Brunnen) – Klosterhof, Herzogspitalstraße 7/9, München[2]
- 1960: Hochaltar – St. Marien, Gunzenhausen (Architekt: Josef Elfinger)
- 1961: Kreuzgang Steinplastik „Der gute Hirt“ aus Muschelkalk – Hof des Eichstätter Doms (Beerdigungsstätte des Eichstätter Domkapitels)
- 1961: Tulpenbrunnen – Königinstraße 28, im Gebäude, München-Schwabing[3]
- 1961: Drei Hände (Brunnen) – Maistraße 43–47, im Südhof der AOK, München[4]
- 1962: Bachlauf (Brunnen, in Zusammenarbeit mit Josef Wiedemann) – Königinstraße 28, Innenhof, München-Schwabing[5]
- 1962: Kreuzweg (aus Eisen; Besonderheit: 15. Station, die der Auferstehung gewidmet ist)[6] – St. Augustin (Architekt: Hans Zitzelsperger), Ingolstadt
- 1964: Altäre, Tabernakel, Altarkreuz, Taufstein, Weihwasserbecken, Apostelkreuze, Leuchter, Turmkreuz und eine Marienstatue (1966), außerdem Brunnenblock (aus schwarzem Granit, 1964) auf dem Vorplatz der Kirche[7] – St. Karl Borromäus, München (Architekt: Herbert Groethuysen)
- 1965: Altarinsel aus Juramarmor, Tabernakel, Altar- und Apostelleuchter aus Bronze – Pfarrkirche zur Heiligen Familie (Architekt: Karljosef Schattner), Eichstätt
- 1965: Tabernakel und Leuchter – St. Matthias, München (Architekt: Alexander Freiherr von Branca)
- 1965: Volksaltar – Leiden Christi, München (Architekt: Siegfried Östreicher)
- 1965: Kuppelrosette und Relief über dem Hauptportal – Don-Bosco-Kirche, Augsburg
- 1965: Madonna mit Kind – St. Hildegard, München-Pasing (Architekt: Siegfried Östreicher)
- 1967: Hauptaltar, Ambo, Sedilien, Sakramentsaltar mit Mauerscheibe und Taufbrunnen – St. Severin, Garching
- 1967: Zierbrunnen aus Nagelfluh – Vorgarten des Instituts für Hochspannungs- und Anlagentechnik der TU, Ecke Heßstraße/Luisenstraße, München-Maxvorstadt[8]
- 1968: ?  – Maria am Hauch, Nürnberg (Architekt: Jakob Semler)
- 1968/69: Innenausstattung – Kath. Pfarrkirche Heilig Geist, Oberjoch
- 1969: Altarraum – Heilig Kreuz, Erlangen-Bruck
- 1970: Volksaltar – Münster Zur Schönen Unserer Lieben Frau, Ingolstadt
- 1970: Altarinsel – St. Peter, Oberhaunstadt (Architekt: Josef Elfinger)
- 1971: Zierbrunnen – Albert-Schweitzer-Straße 70, Innenhof, München[9]
- 1971: Brunnenanlage – Bruno-Walter-Ring 12, Kinderspielplatz, München[10]
- 1974: Altar – St. Bonifaz, München (Architekten: Georg Friedrich Ziebland, Hans Döllgast, Carl Theodor Horn)
- 1975: Altar, Ambo, Taufstätte und Tabernakel – St. Monika, Neuperlach
- 1975: Kirchenraum – Ökumenisches Kirchenzentrum Parkstadt Solln, München (Architekt: Ernst Maria Lang)
- 1976: Zelebrationsaltar und Ambo – St. Jakob, Dachau
- 1977: Hauptaltar aus Muschelkalk – Christkönig, München (Architekt: Sep Ruf)
- 1978: Haupt- und Kapellenaltar, Altar- und Apostelleuchter, Osterleuchter, Weihwasserbecken, Taufbecken, Opfertisch, Altarwand-Kreuz – Katholische Pfarrei Menschwerdung Christi (Architekt: Werner Wirsing), Nürnberg-Langwasser
- 1973–1981: ?  – St. Martin, Wettstetten (Architekten: Florian Brand und Andreas Hempel)
- 1987: Sonnenuhr – Heinrich-Heine-Gymnasium, Perlach
- 1988: Liturgisches Gerät – St. Monika Ingolstadt (Architekt: Erhard Fischer)
- 1989: Bischofsstuhl für den Regensburger Dom – heute in der Ulrichskirche, Regensburg
- 1992: Zelebrationsaltar und Ambo aus Solnhofener Plattenkalk – St. Emmeram, Wemding
- 1992: Volksaltar, Ambo und Sedilien – Wallfahrtskirche Maria Heil der Kranken, Habsberg
- 1995: Grabstein für seinen Nachbarn und Komponisten Günter Bialas – Glonner Waldfriedhof
- 1999: Sonnenuhr, die trichterförmig von der Oberfläche Sonnenlicht nach unten führt – U-Bahn-Haltestelle Messestadt Ost[11]
- 2001–2002: Marienkapelle, Gundelfingen (Architekt: Detlef Schreiber)

Weitere Werke
- Kriegergedächtniskapelle – St. Josef, Memmingen
- Altarraum – St. Christophorus, Neukeferloh
- Christophorus-Stele – Kapelle Flughafen, München
- Altar und Tabernakel – Unterkirche St. Ulrich und Afra, Augsburg
- Altar und Ambo – St. Ulrich, Kaufbeuren
- Passionsweg in ? mit Stationen aus Stahl, die über Graugußplatten mit den eingelassenen Jahreszahlen von 1933 bis 1945 zu einem galgenähnlichen Gerüst führen
- Entwürfe für die Einteilung des Raumes, für den Altar, den Tabernakel, den Osterleuchter, die Taufschale, den Priestersitz, die Altar- und Apostelleuchter und die Kirchenbänke – St. Ulrich, Dillingen
- Vom Chaos zur Ordnung, großformatiges Steinrelief (Außenwandgestaltung) – Katholische Akademie in Bayern in München-Schwabing, Mandlstraße
- Sonnenuhr auf dem Gelände der Universität Regensburg

## Auszeichnungen und Preise
- 1966: Förderpreis für Bildende Kunst der Landeshauptstadt München